# Giuseppe D’Altrui
Giuseppe D’Altrui (ur. 7 kwietnia 1934 w Neapolu, zm. 26 lutego 2024) – włoski piłkarz wodny. Złoty medalista olimpijski z Rzymu.
Mierzący 185 cm wzrostu zawodnik brał udział w trzech edycjach letnich igrzysk olimpijskich z rzędu (XVI Letnie Igrzyska Olimpijskie Melbourne 1956, XVII Letnie Igrzyska Olimpijskie Rzym 1960, XVIII Letnie Igrzyska Olimpijskie Tokio 1964), złoty medal zdobywając w czasie drugiego startu, przed własną publicznością. Był brązowym medalistą mistrzostw Europy w 1954 roku. W reprezentacji Włoch rozegrał 75 spotkań, pełnił funkcję kapitana zespołu. Był  zawodnikiem Gruppo Sportivo Fiamme Oro (klubu podlegającego Ministerstwu Spraw Wewnętrznych).
Jego syn Marco także był waterpolistą i mistrzem olimpijskim (XXV Letnie Igrzyska Olimpijskie Barcelona 1992). Jako trener prowadził syna w klubie, Pescarze. W 2010 roku obaj zostali przyjęci do International Swimming Hall of Fame.